# Paramilitär
Paramilitär (altgriechisch παρά [para] „neben“ und lateinisch miles „Kämpfer“ oder „Soldat“), auch Miliz genannt, bezeichnet bewaffnete Verbände, die zumeist nicht in die Streitkräfte eines Staates eingebunden sind. Paramilitärs operieren legal, an der Grenze der Legalität oder illegal im Interesse der Regierung eines Landes. 
In den Medien werden die Begriffe Paramilitär und vor allem Miliz häufig auch für Verbände und Gruppen verwendet, die den Staat bzw. die herrschende Regierung selbst organisiert mit Waffengewalt bekämpfen – wie etwa politisch motivierte Widerstandsbewegungen, separatistische und ethnisch motivierte Bewegungen, bewaffnete Gruppen krimineller Organisationen, Selbstschutzorganisationen politischer Parteien und Untergrundorganisationen. Die Begriffe werden also immer wieder als Synonyme für Guerillabewegungen, Aufständische, Rebellen oder Separatisten benutzt, obwohl diese Gleichsetzung widersprüchlich ist. Die historische Genese des Begriffs verdeutlicht, dass Milizen stets staatlich organisiert oder auf Seiten des Staates gekämpft haben. Dies entspricht auch der Definition des DWDS. Auch die Arbeitsgemeinschaft Kriegsursachenforschung (AKUF) der Universität Hamburg betont, dass Milizen stets auf Seiten des Staates kämpfen, während Rebellen in Opposition zu ihm stehen. Die Süddeutsche Zeitung weist ebenfalls auf die Unterscheidung hin. Lediglich das Politiklexikon von Klaus Schubert beinhaltet, dass Milizen „sowohl reguläre oder militärähnlich organisierte Polizeikräfte“ als auch „militärische Kräfte, wie Bürgerheere oder Widerstands- bzw. Untergrundgruppen“ sein können.
Paramilitarismus bezeichnet eine militärische Doktrin staatlicher oder wirtschaftlicher Organisationen, die ihre Interessen mittels irregulärer militärischer Gewalt durchsetzen.

## Staatliche und nichtstaatliche paramilitärische Verbände

### Offizielle staatliche Verbände

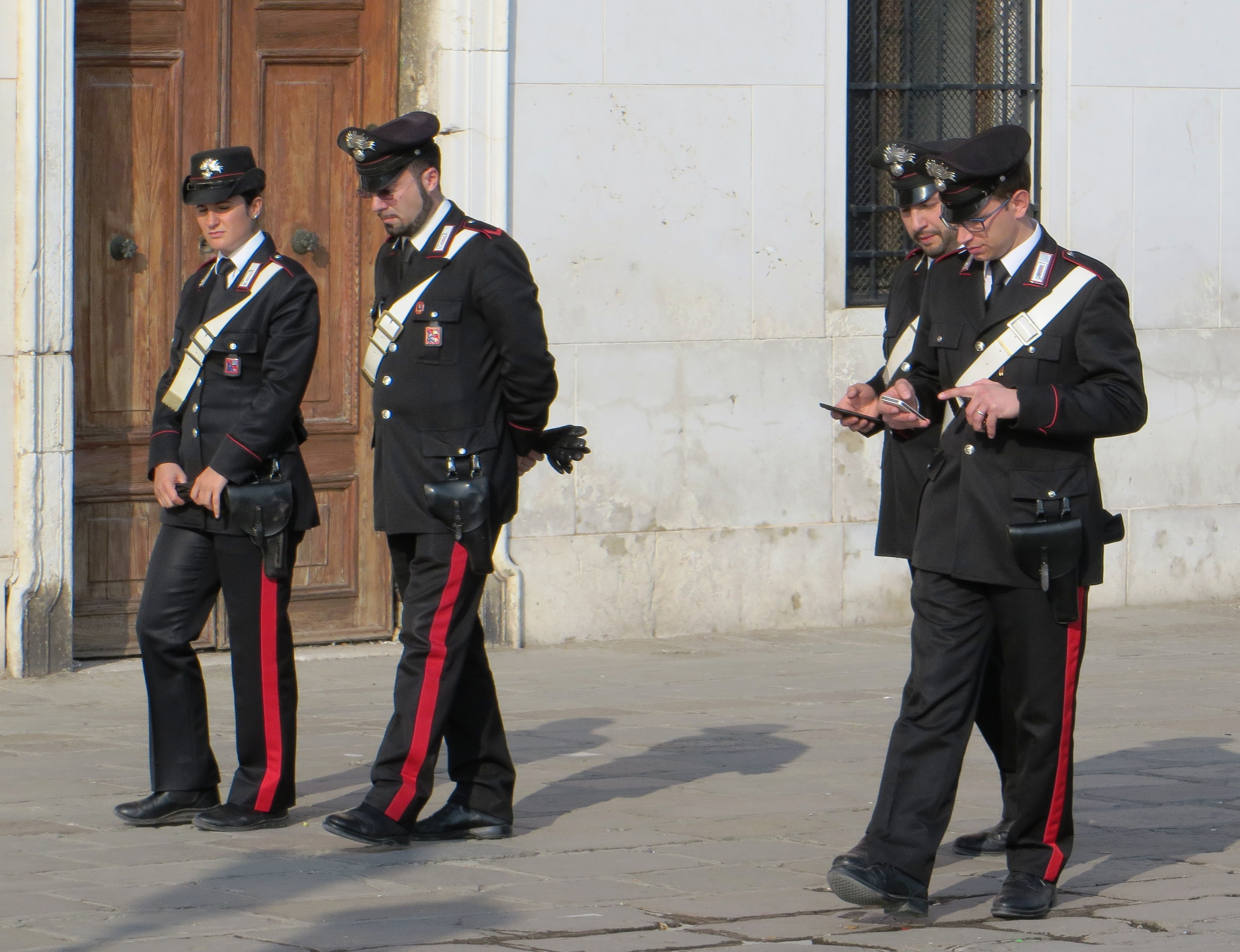
Italienische Carabinieri haben als Gendarmerie zahlreiche Polizeiaufgaben und unterstehen dem Innenministerium. Sie bilden eine eigene Teilstreitkraft, es gibt auch bewaffnete Einheiten wie Fallschirmjäger-Regimenter.

Der Name paramilitärischer Verband bezeichnet besondere Polizeitruppen (wie z. B. Gendarmerie, Grenzpolizei oder Küstenwache), die nicht zu den eigentlichen Streitkräften eines Landes gehören, jedoch mit militärischem Gerät ausgestattet sind. Zusammen mit staatsnahen Verbänden können solche Polizeieinheiten im Falle eines bewaffneten Konflikts Teil der bewaffneten Macht sein. Sie haben dann nach der Haager Landkriegsordnung Kombattanten-Status, d. h., sie sind nach dem Völkerrecht zur Durchführung von Kampfhandlungen in internationalen bewaffneten Konflikten berechtigt. Paramilitärische Einheiten sind hier im Kriegsfall eine Reserve und als solche insbesondere für Besatzungsaufgaben nützlich. Aber auch im Frieden liegt ihr Nutzen darin, dass sie bei einem Grenzzwischenfall eine direkte Konfrontation zwischen militärischen Einheiten verhindert, womit ein weiterer drohender Eskalationsschritt verzögert oder verhindert werden kann. Innenpolitisch ist der Einsatz von paramilitärischen Einheiten hingegen oft ein Schritt der Eskalation, etwa bei Demonstrationen und Protesten. Andererseits ist er auch oftmals eine notwendige Reaktion, weil normale Polizeikräfte im Einzelfall oder generell nicht mehr zur Kontrolle der Situation fähig sind. Mitunter kommen hier auch Militäreinheiten mit Polizeirolle zum Einsatz, wie die Carabinieri oder die US-Nationalgarde. Die Abwehr von terroristischen Aktivitäten, organisierter Kriminalität oder auch traditionellem Bandenwesen ist oftmals eine Überforderung für rein polizeiliche Wachkörper, gleichwohl hat auch hier eine Aufrüstung in Bezug auf Ausbildung und Gerät stattgefunden, so dass z. B. automatische Waffen und Nachtsichtgeräte und eine entsprechende taktische Ausbildung auch bei Polizeikräften ohne Kombattantenstatus vorhanden sind.

### Quasi-staatliche und inoffizielle Paramilitärs
Als Paramilitärs werden auch inoffizielle, nichtstaatliche militärisch organisierte Gruppierungen bezeichnet, die sich polizeiliche oder militärische Kompetenzen anmaßen, um außergesetzlich eigene oder geheime staatliche innen- oder außenpolitische Ziele mit Gewalt durchzusetzen. Auch irreguläre Verbände, die im Auftrag fremder Staaten in anderen Staaten eingreifen, werden oft als Paramilitär bezeichnet. Häufig wird die Bezeichnung Paramilitär im Gegensatz zur Bezeichnung paramilitärisch tatsächlich nur auf solche Verbände angewandt, die mit Wissen, Duldung oder im geheimen Auftrag des Staates oder einzelner seiner Institutionen und Repräsentanten gegen tatsächliche oder angebliche Feinde im Inneren agieren. Als Rechtfertigung ihres Handelns dient solchen quasi- bzw. halbstaatlichen Paramilitärs oft die angebliche Schwäche des Staates oder seines Rechtssystems gegenüber der so genannten „Subversion“ von innen oder auch gegenüber vermeintlichen, von außen kommenden Gefahren. Sie berufen sich somit auf eine angebliche Notwehrsituation von Gesellschaft und Staat.

#### Todesschwadronen
Solche inoffiziellen oder halboffiziellen Verbände agieren in der Regel vollkommen außerhalb der Legalität, insbesondere auch weitgehend außerhalb militärischer Regelwerke und der jeweiligen nationalen Gerichtsbarkeit. Das bedeutet, dass sie sich faktisch weder für Rechtsverstöße noch für Menschenrechtsverletzungen verantworten müssen. Gleichzeitig besteht ihr Auftrag in der Regel darin, bewaffnete oder unbewaffnete innenpolitische Gegner auszuschalten bzw. zu neutralisieren. Eine Folge aus den obigen Bedingungen ist, dass paramilitärische Gruppen in der Vergangenheit in vielen – insbesondere instabilen oder diktatorisch regierten – Ländern als so genannte Todesschwadronen agierten, die praktisch wahllos Personen umbrachten oder gewaltsam und spurlos verschwinden ließen, die als Gegner ausgemacht worden waren. Als Begründung genügt dabei oft bereits der Verdacht einer kritischen Haltung zur jeweiligen Regierung. In den meisten Fällen sind dabei ein Großteil der Umgebrachten Zivilisten, die tatsächlich in keiner oder lediglich in vermuteter Beziehung zu der von den Paramilitärs bekämpften Widerstandsbewegung stehen.
Besonders bekannt wurden solche Todesschwadronen in vielen Ländern Lateinamerikas in den 1970er- und 1980er-Jahren. So brachten halb- bzw. inoffizielle Paramilitärs der US-gestützten Militärdiktatur in El Salvador ab 1981 etwa 40.000 Oppositionelle um, etwa 0,8 % der Bevölkerung. Derartige Vorgänge spielten sich insbesondere während des Kalten Krieges in vielen Ländern ab, in denen autoritäre Regierungen und Militärdiktaturen mit meist linksgerichteten, nicht notwendigerweise bewaffneten Widerstandsbewegungen konfrontiert waren. Solche Konflikte werden auch als schmutzige Kriege bezeichnet. Dies geht auf den spanischen Begriff Guerra Sucia zurück, den die rechtsgerichtete argentinische Militärdiktatur von 1976 bis 1983 intern für die streng geheim durchgeführte Entführung und Ermordung von bis zu 30.000 Oppositionellen benutzte. Diese so genannten Desaparecidos (span. die Verschwundenen) wurden meist nachts durch paramilitärische Gruppen wie die Alianza Anticomunista Argentina (auch: Triple A oder AAA) sowie der damit personell verflochtenen informellen Geheimpolizei und teils auch durch reguläres Militär aus ihren Wohnungen oder von der Straße verschleppt. Sie wurden meist in zivilen PKWs in streng geheime, informelle Folterzentren und Konzentrationslager verschleppt und dort überwiegend nach einer kurzen Zeit oft schwerster Folter ermordet.
Diese Strategie der Aufstandsbekämpfung gegen Gruppen wie die ebenfalls paramilitärisch organisierte Widerstandsbewegung der Montoneros wurde gegenüber der argentinischen und der Weltöffentlichkeit bewusst streng verborgen gehalten, das volle Ausmaß kam erst nach dem Ende der Diktatur 1983 ans Licht. Die Aufarbeitung dieser Verbrechen dauert bis heute an, das nach wie vor ungeklärte Schicksal des Großteils der damals Verschwundenen bzw. auch die Unklarheit über den Verbleib der Leichen – zu einem ungeklärten Teil waren die Menschen zur Ermordung betäubt und nackt aus Transportflugzeugen über dem Atlantik abgeworfen worden, der Großteil in verteilten, anonymen Massengräbern verscharrt – stellt eine anhaltende Belastung für die argentinische Gesellschaft dar.

#### Ausgewählte Beispiele
Ausgewählte Beispiele der zahlreichen Konflikte, in denen (meist) von einer Diktatur gesteuerte Paramilitärs, oft in Form der oben beschriebenen Todesschwadronen, Widerstandsbewegungen oder auch nur Oppositionelle in schmutzigen Kriegen bekämpften, sind oder waren: Der 36 Jahre dauernde Bürgerkrieg in Guatemala, die Massaker an etwa einer halben Million Kommunisten in Indonesien 1965–1966, der Konflikt in Kolumbien, der Bürgerkrieg in El Salvador, die Bekämpfung des ANC durch das südafrikanische Apartheid-Regime, und der Konflikt im ehemals indonesisch besetzten Osttimor, während dessen etwa ein Drittel der Timoresen durch indonesische Paramilitärs und reguläres Militär ermordet wurde. In vielen dieser Länder wurden nach ihrem Übergang zur Demokratie ab den 1990er-Jahren so genannte Wahrheitskommissionen eingerichtet, um die durchweg extrem hohe Zahl der Menschenrechtsverletzungen aufzuarbeiten. In Osttimor und Guatemala werden die Vorgänge heute als Völkermord bewertet bzw. auch noch aktuell juristisch verfolgt. Im Jahr 2006 entschied ein argentinisches Gericht, dass die Taten der Todesschwadron Alianza Anticomunista Argentina als „Verbrechen gegen die Menschlichkeit“ zu bewerten seien. Diese unterliegen in Argentinien nicht der juristischen Verjährung, was die Möglichkeit zur Strafverfolgung der Jahrzehnte zurückliegenden Verbrechen deutlich erweiterte.

### Abgrenzung zu Terrorismus

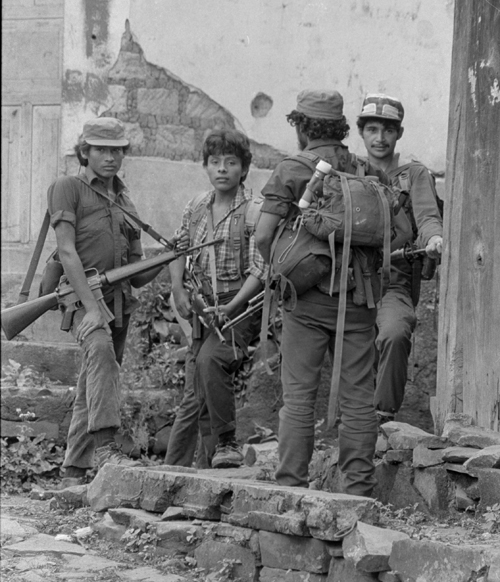
Angehörige der ERP-Guerilla während des Bürgerkriegs in El Salvador, 1990. Guerilla-Verbände werden trotz entsprechender Ausrüstung und Organisationsform üblicherweise nicht als Paramilitär bezeichnet.

Die Bezeichnung als Terroristen ist dagegen sachlich unzutreffend. Die Verwendung des Begriffs Terrorismus, meist durch Regierungsvertreter des durch die Widerstandsbewegung angegriffenen Staates, ist dabei oft politisch motiviert. Sie kann das Ziel haben, die Legitimität des Grundanliegens der paramilitärischen Widerstandsbewegung – die je nach Einzelfall, etwa in Diktaturen, durchaus gegeben und teils sogar völkerrechtlich diskussionsfähig bzw. gerechtfertigt sein kann – durch Verwendung dieses stark negativ besetzten Begriffs bereits im Ansatz zu verneinen. Der amerikanische Terrorismusforscher Brian Jenkins schrieb dazu:

„Der Gebrauch des Begriffes impliziert ein moralisches Urteil; und wenn es einer Gruppierung/Partei gelingt, ihren Gegnern das Label ‚Terrorist‘ anzuheften, dann hat sie es indirekt geschafft, andere von ihrem moralischen Standpunkt zu überzeugen. Terrorismus ist das, was die bösen Jungs machen. Gleichzeitig kann mit dieser Zuordnung auch das oben angesprochene ‚harte Durchgreifen‘ durch eigene Kräfte wie Militär und Paramilitär vor der eigenen und/oder der Weltöffentlichkeit gerechtfertigt werden. Die sich aus dieser weit verbreiteten, politisch motivierten Begriffsverwendung ergebenden Definitionsprobleme sind einer der Gründe, warum es weder in der Wissenschaft noch auf der Ebene des internationalen Rechts eine allgemein akzeptierte Definition des Begriffs Terrorismus gibt.“

## Beispiele

### Paramilitärs in bestehenden Staaten und Autonomiegebieten

#### Belgien
- Rijkswacht/Gendarmerie

#### Brasilien
- Polícia Militar

#### Chile
- Carabineros de Chile

#### China
- Bewaffnete Volkspolizei

#### Deutschland
- Bundesgrenzschutz von 1951 bis 2005 (bis 1994 Kombattantenstatus)

#### Europäische Union
- Europäische Gendarmerietruppe

#### Frankreich
- Gendarmerie nationale

#### Indien
- Border Security Force
- Indian Coast Guard

#### Gazastreifen
Zu den im palästinensischen Autonomiegebiet Gazastreifen (Gaza) operierenden Milizen gehören neben den Qassam-Brigaden – dem militärischen Flügel der Hamas –, die al-Aqsa-Märtyrerbrigaden – der selbsternannte militärische Flügel der Fatah –, die al-Quds-Brigaden – der militärische Flügel des Palästinensischen Islamischen Dschihad (PIJ), die Brigaden des palästinensischen Widerstands – der militante Flügel der Demokratischen Front zur Befreiung Palästinas (DFLP) und weitere palästinensische Milizen.

#### Indonesien
- Wanra

#### Iran
- Basidsch-e Mostaz'afin
- Iranische Hezbollah
- Iranische Revolutionsgarde

#### Italien
- Carabinieri seit 2000 eigenständige Teilstreitkraft, zuvor Teil des Heeres

#### Kanada
- Royal Canadian Mounted Police

#### Malaysia
- General Operations Force

#### Niederlande
- Koninklijke Marechaussee

#### Nordirland
- Ulster Special Constabulary (1922–1969)

#### Portugal
- Guarda Nacional Republicana

#### Russland
- Registrierte Kosaken der Russischen Föderation – (seit 1997)

#### Serbien
- Jedinica za specijalne operacije (1996–2003)

#### Spanien
- Guardia Civil

#### Tschechoslowakei
- Pohraniční stráž – Grenzwachen von 1951 bis 1990

#### Türkei
- Jandarma

#### Vereinigte Staaten von Amerika
- United States Coast Guard

### Paramilitärs in nicht mehr bestehenden Staaten

#### DDR
- Kampfgruppen der Arbeiterklasse (bis 1989 in der DDR)
- Kasernierte Einheiten des MdI, d. h. VP-Bereitschaften und weitere Einheiten (1955–1989 in der DDR)
- Wachregiment Feliks Dzierzynski (1954–1989/90 in der DDR)

#### UdSSR
- Grenztruppen der UdSSR
- Innere Truppen der UdSSR
- OMON – Sowjetunion/Russland

#### Weimarer Republik
- Sicherheitspolizei der Weimarer Republik (1919–1933)

### Informelle, staatsnahe paramilitärische Verbände oder Gruppen in Geschichte und Gegenwart

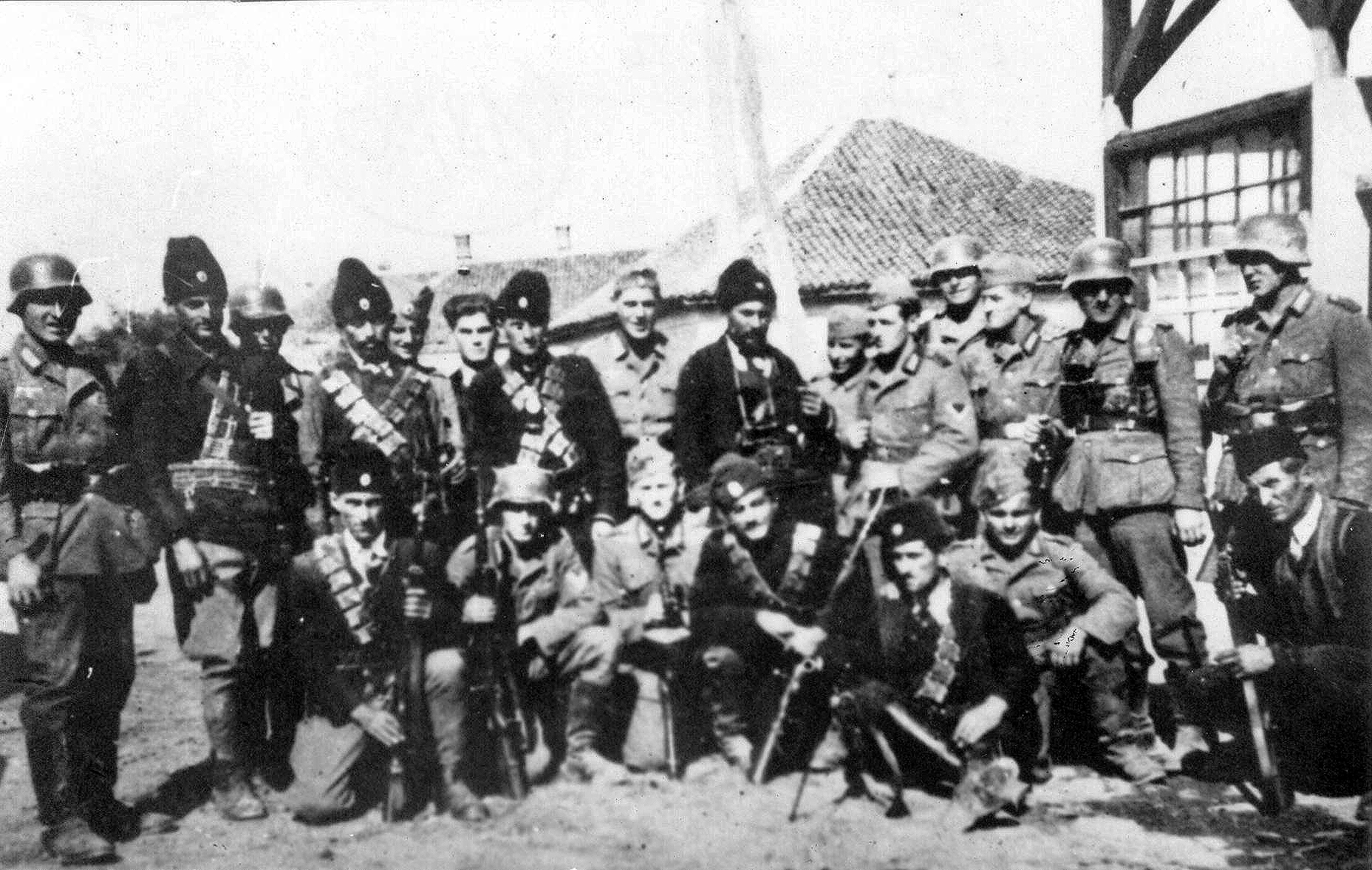
Serbische Tschetniks mit Soldaten der deutschen Wehrmacht.

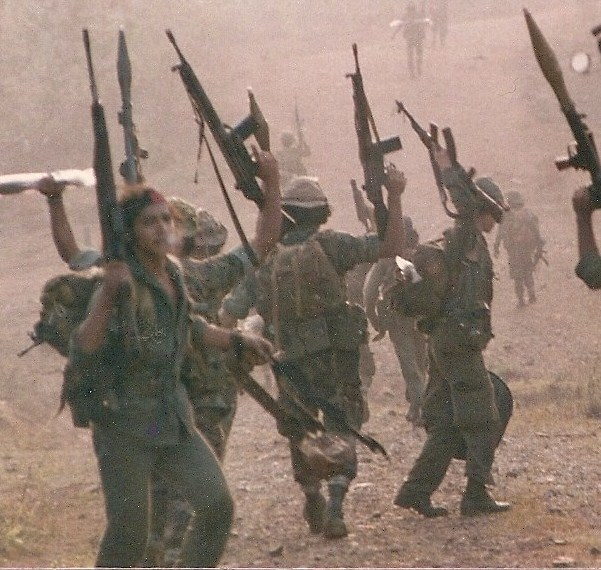
Die Contra-Rebellen bekämpften die linksgerichtete Regierung Nicaraguas ab 1981 im Contra-Krieg. Dieser forderte etwa 60.000 Menschenleben.

- 1919–1923: Freikorps im Baltikum, in Oberschlesien und gegen kommunistische Revolten

Deutsche paramilitärische Freiwilligenverbände nationalistischer Ex-Soldaten kämpften mit Duldung des Staates noch nach Beendigung des Ersten Weltkrieges zunächst im Baltikum gegen die Bolschewiki, gegen Insurgenten in Oberschlesien und gegen verschiedene kommunistische Revolten in Deutschland. Sie spielten auch eine wichtige Rolle im deutschen Bürgerkrieg nach 1918: bei der Niederschlagung der Münchner Räterepublik 1919, während des Kapp-Putsches und bei den sich anschließenden Kämpfen im Ruhraufstand 1920.
- 1925–1945: Schutzstaffel (SS), Deutschland

Diese Organisation wurde zunächst als Leibwache für die Parteiführung der NSDAP gegründet. Nach der Machtergreifung Adolf Hitlers im Jahre 1933 wurde die SS zu einer Art Privat-Armee der NSDAP umgebaut. Die SS war als Terror-Organisation im Inland tätig. Nach Ausbruch des Zweiten Weltkrieges wurde zusätzlich die Waffen-SS geschaffen, die an der Seite der Wehrmacht kämpfte.
- 1931: Eiserne Front, eine sozialdemokratische Miliz, die von der gewählten Regierung und den Gewerkschaften gegründet wurde, um die Weimarer Demokratie gegen die demokratiefeindlichen Milizen (SA, Stahlhelmbund) der Opposition zu verteidigen.
- 1933: Sturmabteilung (SA), Deutschland

Die paramilitärische Privatarmee der Nationalsozialisten wurde ab 1933 für kurze Zeit als „Hilfspolizei“ gegen politische Gegner benutzt.
- 1970: Weiße Hand (Mano Blanca), Guatemala

Eine inoffizielle Geheimgesellschaft, in der hohe Offiziere von Polizei und Militär sich als „Todesschwadron“ zu einem Mordkomplott gegen tausende von politischen Gegnern verschworen hatten.
- 1980: Contras, Nicaragua

Von den USA finanzierte Rebellen, die im Contra-Krieg gegen die linksgerichtete nicaraguanische Regierung der Sandinisten kämpften.
- Seit 1991: Schützenverband „Strzelec“, Polen

Paramilitärische Jugendorganisation, die zum Ziel hat, die Jugendlichen auf den Militärdienst vorzubereiten.
- Seit 1997: Autodefensas Unidas de Colombia (AUC), Kolumbien

Ein Dachverband rechtsgerichteter paramilitärischer Gruppen im kolumbianischen Bürgerkrieg, die sich hauptsächlich durch Kokainhandel finanziert.
- Basidsch:

Im Iran-Irak Krieg kamen sie zum ersten Mal zum Einsatz. Hauptsächlich Kinder und alte Leute, die sich als Freiwillige zur Verteidigung gegen Saddam Hussein eingeschworen hatten. Heute eine gut ausgebildete paramilitärische Einheit.
- 1991–1995: während der Jugoslawienkriege

Serbische Freischärler und Paramilitärverbände, wie z. B. die Tschetniks, die Weißen Adler, die Šešeljevci des Vojislav Šešelj, die Serbische Freiwilligengarde des Željko Ražnatović („Arkan“), die „Kninjas“ bzw. „Alfas“ des Dragan Vasiljković, die Martićevci des Milan Martić, die Crvene Beretke, die Armee der Republik Serbische Krajina; auf kroatischer Seite die Verbände Hrvatske obrambene snage und Hrvatsko vijeće obrane.
- Seit 2003: Colectivos in Venezuela

In Venezuela hatte Hugo Chávez sieben Jahre nach einem Putschversuch die Wahlen 1999 dank die Bevölkerung mobilisierenden bolivarischen Zirkeln gewonnen und danach diese Kollektive zum „bewaffneten Arm der Bolivarischen Revolution“ ausgebaut. Diesen wird die Unterdrückung der Zivilbevölkerung und Tötungen von Demonstranten vorgeworfen.
- 2018: Nicaragua

In Nicaragua „machten Paramilitärs Jagd auf Oppositionelle“ (NZZ), während im Jahr 2018 je nach Angabe zwischen 200 und 500 Menschen getötet worden waren.
- 2018: Slowenien

In Slowenien ist seit 2018 die Štajerska Varda („Steirische Wacht“ oder „Steirische Garde“) aktiv, die nach eigenen Angaben aus mehreren hundert Mitgliedern besteht und teilweise mit Sturmgewehren ausgerüstet ist. Als Aufgabenbereich wird der Grenzschutz zu Kroatien angegeben; es handelt sich um den paramilitärischen Arm der rechtsradikalen Partei Gibanje zedinjena Slovenija (Vereinigtes Slowenien) des Anführers Andrej Šiško.

## Anderes
Auch Schützenvereine haben manchmal eine lange Tradition, die sich bis auf paramilitärische Verbände zurückführen lässt, wie die Gebirgsschützen oder Tiroler Schützen.